# Масторава
Масторава је мордовска епска песма састављена на темељу мордовске митологије и фолклора Александра Шаронова, објављена 1994. године на ерзјанском језику.
Песма се састоји од пет делова под називом „Свемир“, „Антика“, „Време краља Тјустрије“, „Херојско доба“ и „Ново доба“. Масторава је била богиња земље у мордовској митологији. Име мастор-ава дословно значи "земаљска жена" а "мастор" значи "земља".
У овом епу, Тјуштија је сељак изабран од стране људи да буде краљ и вођа Мокшана и ерзјанских кланова као и савезничких војних снага. Током његове владавине, Мордовија се протезала од Волге до Дњепра и од Оке до Црног мора.
У Мордовској митологији, Тјуштија је бог месеца, син бога Гроба и девојке Литове. Сваког месеца мења своју доб, следећи фазе Месеца.